# Ferrari 750 Monza
La 750 Monza è una autovettura da competizione prodotta dalla Ferrari dal 1954 al 1955 in 31 esemplari.

## Il contesto
La linea del modello, che anticipò il famoso “muso ribassato” della celebre 250 GTO, fu opera di Dino Ferrari. La costruzione della carrozzeria di quasi tutti gli esemplari fu invece eseguita da Scaglietti.
Il motore della “750 Monza” derivava dal quattro cilindri in linea della 500 Mondial, ma aveva una cilindrata maggiore, più precisamente di 3 L. Questo propulsore era di conseguenza anche più potente rispetto a quello montato sul modello citato, con i suoi 260 CV. Suddetto motore possedeva inoltre una coppia cospicua che, insieme alla potenza, forniva al modello una buona competitività nelle gare. La vettura, rispetto alla 500 Mondial, era però più pesante (760 kg contro 720 kg).
Il motore a quattro cilindri in linea in questione fu progettato da Aurelio Lampredi. La serie di propulsori Ferrari con questa disposizione dei cilindri ebbe origine agli inizi degli anni cinquanta, quando Enzo Ferrari decise di investire su questa tipologia di motori con l'intento di sostituire i V12 progettati da Gioachino Colombo. Tra i motivi che spinsero Enzo Ferrari a questa decisione ci fu il più alto consumo di carburante dei V12 rispetto ai quattro cilindri in linea. Inoltre, al Campionato mondiale di Formula 1 del 1952 furono applicate regole derivate dalla Formula 2, e questo diede un forte impulso all'evoluzione di questa tipologia di motore. Il primo che fu sviluppato, un 2 L di cilindrata, venne montato con successo sulla 500 F2, che conquistò due titoli mondiali di Formula 1 (1952 e 1953). Questo motore fu poi installato su vetture da strada. In seguito furono preparati altri due propulsori a quattro cilindri in linea, che possedevano una cilindrata di 2,5 L e 3 L; vennero installati su due modelli da competizione, rispettivamente sulla 625 TF e sulla 735 S. Successivamente la seconda tipologia di motore fu montata sulla “750 Monza”. Un'ulteriore evoluzione del quattro cilindri in linea, che aveva una cilindrata di 3,4 L, fu poi installato sulla 860 Monza.
Il nome della “750 Monza” derivava dalla cilindrata unitaria del motore (cioè quella relativa ad un solo cilindro), che era di circa 750 cm³, e dalla vittoria nella gara in cui il modello esordì, che si corse a Monza.

## Le competizioni
La “750 Monza” debuttò il 27 giugno 1954 al Gran Premio Supercortemaggiore che si svolse all'Autodromo di Monza. In questa gara due esemplari del modello conquistarono le prime due posizioni. Sul gradino più alto del podio salirono la coppia Umberto Maglioli e Mike Hawthorn, seguiti da José Froilán González e Maurice Trintignant. Nelle altre gare del Campionato del Mondo Sport Prototipi del 1954 la “750 Monza” diede un contributo importante alla vittoria finale della Ferrari. Il successo non fu ripetuto nella stagione seguente, che fu ad appannaggio della Mercedes-Benz grazie alle vittorie della 300 SLR e la “750 Monza”, sebbene ancora competitiva, non riuscì ad essere decisiva nella conquista dell'alloro mondiale.

## Caratteristiche tecniche
Il motore era un quattro cilindri in linea non sovralimentato anteriore e longitudinale. L'alesaggio e la corsa erano rispettivamente 103 mm e 90 mm, che portavano la cilindrata totale a 2999,62 cm³. Il rapporto di compressione era di 8,6:1, mentre la potenza massima erogata dal propulsore era di 260 CV a 6000 giri al minuto.
La distribuzione era formata da un doppio albero a camme in testa che comandava due valvole per cilindro. L'alimentazione era assicurata da due carburatori di marca Weber e modello 58 DCOA/3. L'accensione era doppia ed il relativo impianto comprendeva due spinterogeni. La lubrificazione era a carter secco, mentre la frizione era bidisco.
Le sospensioni anteriori erano indipendenti, ed avevano installato quadrilateri trasversali ed una balestra montata allo stesso modo; quelle posteriori erano invece formate da un ponte De Dion, doppi puntoni ed una balestra trasversale superiore. Entrambe montavano ammortizzatori idraulici Houdaille. I freni erano a tamburo sulle quattro ruote, mentre lo sterzo era a vite senza fine e settore dentato. La trazione era posteriore, e la trasmissione era formata da un cambio manuale a cinque rapporti più la retromarcia.
Il telaio era tubolare in acciaio. La carrozzeria era spider a due posti, ed era opera di Scaglietti.
La velocità massima raggiunta dalla “750 Monza” era di 264 km/h.